# American Wrestling Association
A American Wrestling Association (AWA) foi uma promoção de wrestling profissional estadunidense, com sede em Minneapolis, Minnesota e durou de 1960 a 1991. Foi dirigida por Verne Gagne (fundador) e Wally Karbo. O território foi originalmente parte da National Wrestling Alliance, enquanto era um território independente no fim da década de 1950.